# Konkani (taal)
Konkani is een Indo-Arische taal hoewel veel woorden afgeleid zijn van de Dravidische talen. De taal wordt gesproken in de gebieden Goa, Maharashtra, Karnataka en Kerala in India, door de Konkani.
Door de invloed van westerse talen (Portugees, Engels) bestond de mogelijkheid dat het Konkani zou uitsterven. In het begin van de eenentwintigste eeuw werd het door zo'n 3,6 miljoen mensen gesproken.